# San Ramón, Michoacán de Ocampo
San Ramón är en ort i Mexiko.   Den ligger i kommunen Maravatío och delstaten Michoacán de Ocampo, i den sydöstra delen av landet, 130 km väster om huvudstaden Mexico City. San Ramón ligger 2 188 meter över havet och antalet invånare är 692.
Terrängen runt San Ramón är huvudsakligen kuperad, men den allra närmaste omgivningen är platt. Runt San Ramón är det ganska tätbefolkat, med 96 invånare per kvadratkilometer. Närmaste större samhälle är Maravatío, 19,4 km väster om San Ramón. I omgivningarna runt San Ramón växer huvudsakligen savannskog.